# Przemoc parlamentarna

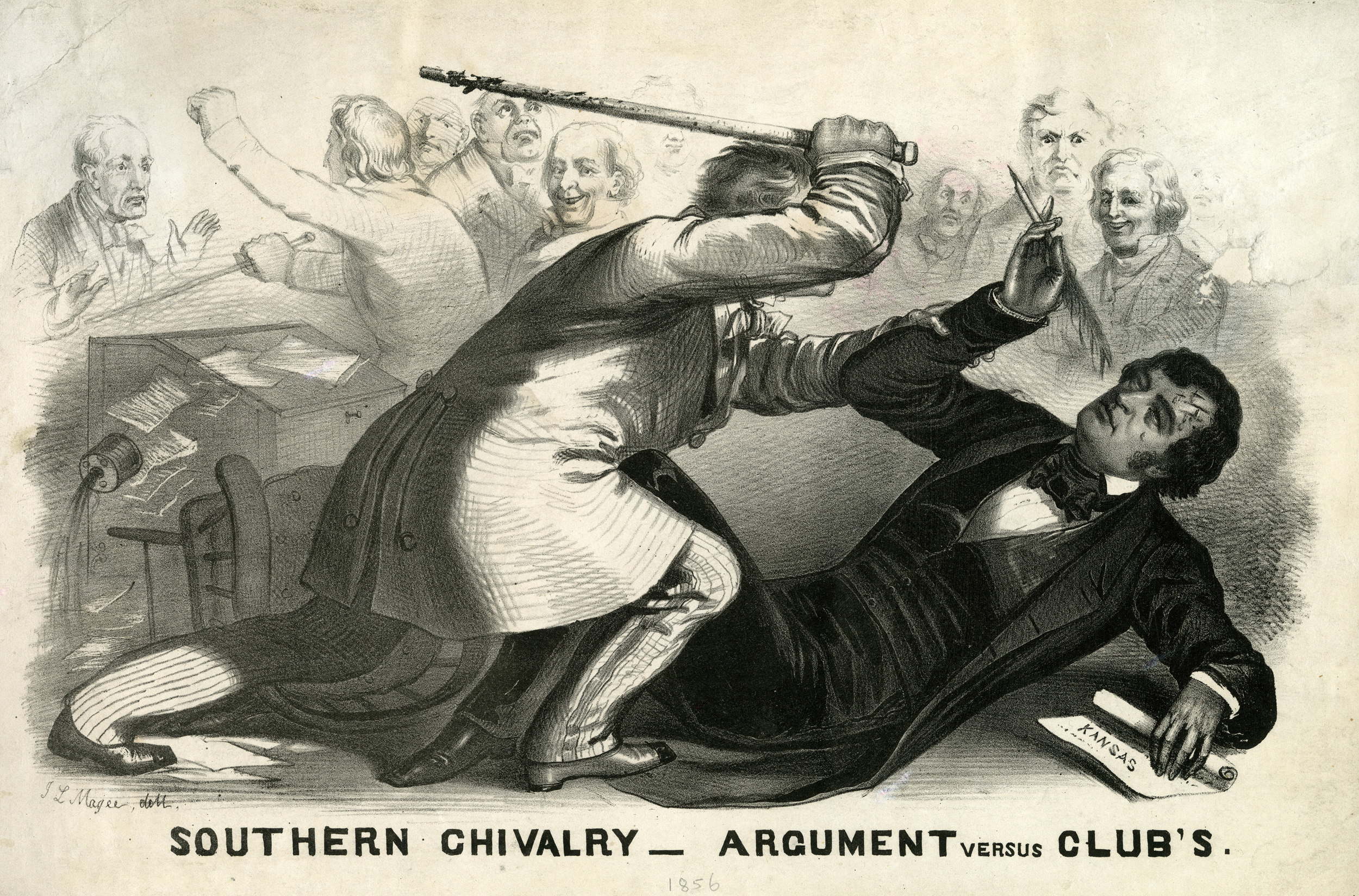
Rysunek satyryczny przedstawiający kongresmena Prestona Brooksa brutalnie atakującego senatora Charlesa Sumnera (22 maja 1856); jeden z wcześniejszych przykładów przemocy w kongresie USA.

Przemoc parlamentarna (także: przemoc legislacyjna, przemoc w parlamencie) – termin odnoszący się do szerokiej klasy starć i czynnych kłótni pomiędzy przedstawicielami władzy ustawodawczej często powodowanymi przez kontrowersyjne tematy i pełne napięcia głosowania.
Tego typu incydenty zdarzają się głównie w „świeżo upieczonych” demokracjach (takich jak Tajwan), ale także i w dojrzałych demokracjach włączając w to takie kraje jak Wielka Brytania, czy też Stany Zjednoczone występowały tego rodzaju bulwersujące opinię publiczną przypadki agresji zwłaszcza w czasie gdy były one jeszcze w trakcie eksperymentów nad jej kształtem.
Chociaż legislatura nie wydaje się stosownym miejscem do burd i bójek pomiędzy politykami to jednak jej pracownicy tak jak i w każdym innym stresującym miejscu pracy mają skłonność do wybuchów gniewu. Konfrontacyjny charakter polityki i duże stawki o jakie toczy się gra często dodają swój niebagatelny wpływ na przemoc, która buzuje pod jej powierzchnią.